# Arthur R. Walk
Arthur Richard Walk (* 11. April 1895 in Chambersburg, Franklin County, Pennsylvania; † 19. April 1953) war ein Brigadegeneral der United States Army. Er war unter anderem Kommandeur der 3. Panzerdivision.

## Biografie
Arthur Walk studierte bis 1917 am Lafayette College in Easton in Pennsylvania. Nach dem amerikanischen Eintritt in den Ersten Weltkrieg trat er dem Heer der Vereinigten Staaten bei. Im Oktober 1917 wurde er als Leutnant in dessen Offizierskorps aufgenommen. In der Armee durchlief er anschließend alle Offiziersränge vom Leutnant bis zum Brigadegeneral.
Im Lauf seiner militärischen Karriere absolvierte Walk verschiedene Kurse und Schulungen. Dazu gehörten unter anderem die Infantry School, das Command and General Staff College und das United States Army War College.
Während des Ersten Weltkriegs war er mit den American Expeditionary Forces in Frankreich eingesetzt. Dort tat er in einer Kompanie des 3. Bataillons des 7. Infanterieregiments seinen Dienst. Diese Einheiten unterstanden der 3. Infanteriedivision. Dabei war Walk in mehrere Gefechte verwickelt. Für seinen Einsatz wurde er mit dem Orden Silver Star ausgezeichnet.
In den 1920er und 1930er Jahren absolvierte er den für Offiziere in den jeweiligen Rangstufen üblichen Dienst in verschiedenen Einheiten und Standorten. Dazu gehörten auch Aufgaben als Stabsoffizier in verschiedenen Hauptquartieren. Zu Beginn des Zweiten Weltkriegs war er Dozent am Command and General Staff College. Im September 1942 wurde er Kommandeur eines gerade aufgestellten Regiments (70th Regimental Combat Team) der 92. Infanteriedivision. Diese Division wurde damals noch in den Vereinigten Staaten auf einen Kriegseinsatz vorbereitet und kam erst im September 1944 zu militärischen Einsätzen. Zu diesem Zeitpunkt gehörte Walk dieser Einheit nicht mehr an.
Zwischen März 1943 und August 1945 war Arthur Walk, mit einer zweimonatigen Unterbrechung als Kommandeur des 148. Infanterieregiments, Stabschef der 37. Infanteriedivision die auf dem asiatischen Kriegsschauplatz eingesetzt war. Im August 1945 wurde er Stabsoffizier bei der 6. Infanteriedivision auf den Philippinen und später in Korea.
Im September 1946 kehrte Arthur Walk in die Vereinigten Staaten zurück, wo er dem Stab der Army Ground Forces in Washington, D.C. zugeteilt wurde. Im Juli 1948 wurde er Stabschef der 5. Panzerdivision, die in Camp Chafee in Arkansas stationiert war. Von Oktober bis Dezember 1949 kommandierte er diese Division. Anschließend wurde er Dozent für Militärwissenschaft am Pennsylvania State College.
Im Dezember 1950 wurde Walk zum Kommandeur der Task Force 3.2 ernannt, die die Operation Greenhouse, die fünfte amerikanische Kernwaffentestserie auf dem Eniwetok Atoll, durchführte. Dieses Kommando hatte er bis zum 10. Juni 1951 inne. Es folgte eine Versetzung zum Stab der 3. Panzerdivision. Zwischen Juli und Oktober 1951 kommandierte er diese Division, deren Hauptquartier sich damals in Fort Knox in Kentucky befand. Damals diente diese Division als reine Trainingseinheit für Soldaten. Wenig später schied er aus dem aktiven Militärdienst aus.
Der mit Elsie Roberts (1892–1955) verheiratete Offizier starb am 19. April 1953 und wurde auf dem amerikanischen Nationalfriedhof Arlington beigesetzt.

## Orden und Auszeichnungen
Arthur Walk erhielt im Lauf seiner militärischen Laufbahn unter anderem folgende Auszeichnungen:
- Silver Star
- Legion of Merit
- Bronze Star Medal
- Army Commendation Medal